# Walter Charles Langer
Walter Charles Langer (5 de fevereiro de 1899 - 4 de julho de 1981) foi um psicanalista americano nascido em Cambridge, Massachusetts. 

## Carreira
Langer estudou o campo da psicanálise na Universidade de Harvard em Cambridge, Massachusetts, onde também trabalhou como professor após a conclusão de sua formação. O campo da psicanálise mais tarde levou Langer a ser contratado pelo Escritório de Serviços Estratégicos (OSS) onde no ano de 1943 preparou uma análise psicológica de Adolf Hitler. Dentro desta análise, Langer previu com sucesso o suicídio de Hitler como o "resultado mais plausível", bem como a possibilidade de um golpe militar contra Hitler bem antes da tentativa de assassinato de 1944. Após sua análise psicológica e a morte de Hitler, Langer escreveu um relatório sobre o eventos da vida de Adolf Hitler intitulado The Mind of Adolf Hitler: A Secret Wartime Report. Esta publicação é o trabalho mais notável de Langer; no entanto, ele também produziu escritos como Psychology and Human Living, A Psychological analysis of Adolf Hitler: His Life and Legend e Dissecting the Hitler Mind.

## Publicações
- The Mind of Adolf Hitler: The Secret Wartime Report Basic Books (1972) ISBN 0-465-04620-7
- Psychology & Human Living (1945) ISBN 0-89197-517-9